# Joker - Wild Card
Joker - Wild Card (Wild Card) è un film del 2015 diretto da Simon West, basato sul romanzo Calore (Heat), scritto nel 1985 da William Goldman, che scrive anche la sceneggiatura del film.
Il film è il remake del film del 1986 Black Jack (Heat) con Burt Reynolds.

## Trama
Nick Wild (Jason Statham) è un ex ufficiale dell'USAF, appassionato di blackjack, che per lavoro protegge i ricchi che vogliono avvicinarsi al mondo del gioco d'azzardo di Las Vegas, città che lui stesso vorrebbe lasciare. Si è infatti posto un obiettivo: guadagnare 500.000 dollari, trasferirsi in Corsica e comprarsi una barca a vela.
Un giorno, Holly, una prostituta sua amica, viene violentata e pestata dal boss Danny DeMarco e da due suoi tirapiedi. La ragazza gli chiede aiuto in cerca di vendetta. Parallelamente Cyrus Kinnick, un ragazzo alla ricerca di una guardia del corpo, gli chiede di aiutarlo a vincere le proprie paure, ma Nick non prende la richiesta seriamente e si rifiuta.
Dopo una settimana, Nick entra nell'appartamento di Danny con la scusa di essere un messaggero del boss Baby e, dopo aver legato le due guardie del corpo, entra in scena Holly che ruba al gangster 50.000 dollari e per umiliarlo minaccia di castrarlo. La stessa notte, i due amici si dividono i soldi e si separano: lei parte per un posto lontano, lui va in un casinò per rincorrere il sogno dei fantomatici  500.000 dollari. Nel casinò incontra Cyrus, che passa tutta la sera ad osservarlo mentre Nick vince davvero il mezzo milione. Ma poi Nick si fa prendere la mano dal gioco e decide di rigiocarsi l'intera vincita, perdendo tutto.
Il giorno dopo, Cyrus gli regala dei soldi e un biglietto aereo per la Corsica, dicendogli di aver imparato molto da lui, osservando il suo gioco la sera precedente. Nel frattempo Danny e alcuni dei suoi cercano di vendicarsi, ma Nick li uccide e parte verso la Corsica.

## Produzione
Le riprese del film sono iniziate all'inizio del 2013 a New Orleans, Louisiana. Simon West ha affermato che era stato lo stesso Statham a sviluppare il progetto "forse nell'arco di cinque anni". Inizialmente fu selezionato Brian De Palma per dirigere il film, ma alla fine venne scelto West.

## Distribuzione
Il film è stato distribuito dalla Lions Gate Entertainment negli Stati Uniti in versione limitata e on demand il 30 gennaio 2015. Nelle sale cinematografiche italiane viene invece distribuito a partire dal 5 agosto 2015. 

## Accoglienza
Il film ha incassato 6 milioni di dollari, contro i 30 milioni per il budget. Ha inoltre ricevuto delle recensioni negative dai critici cinematografici. Su Rotten Tomatoes registra un 32% di gradimento sulla base di 53 recensioni professionali. Betsy Sharkey del Los Angeles Times giudicò il film "prevedibile".